# 2.5tトレーラ

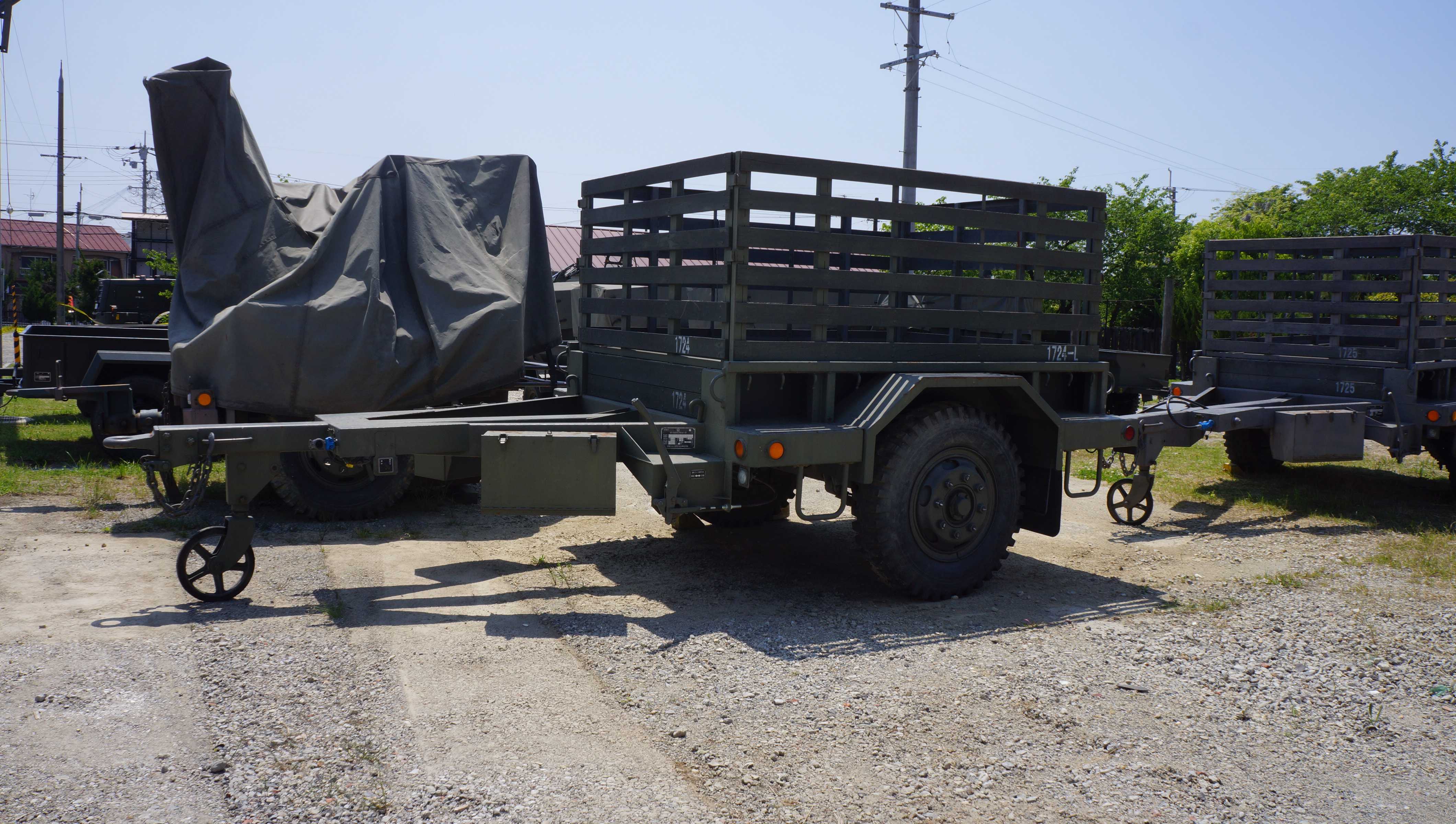
2.5tトレーラ
2013年4月28日、陸上自衛隊信太山駐屯地にて撮影

2.5tトレーラ（にてんごトントレーラ）は、陸上自衛隊にて運用されているポールタイプのトレーラーである。
防衛省での呼称は「ポールタイプトレーラ」。

## 概要
主に弾薬類の運搬や施設機材などの運搬に使用されている。牽引車両は重量などの制約上73式大型トラックもしくは74式特大型トラックなど大型のトラックに限られる。当初は2トン半トラック（退役済）用のトレーラーとして採用された。
自衛隊自動車教習所においてはけん引免許取得の際のけん引実習車両としても使用される。
調達は競争入札により行われるが、平成23年度分の42台は予定価格以下での落札者がいないことを理由に、会計法第29条の3第5項及び予算決算及び会計令第99条の2に基づいて不落随契が適用され日本トレクス株式会社との随意契約となった。

## 参考資料
- 池辺茂彦 編『自衛隊装備カタログ』KKワールドフォトプレス〈World Mook 45号〉、1980年10月。
- 平成23年度調達予定品目（中央調達分）
- 公共調達の適正化について（平成18年8月25日付財計第2017号）に基づく随意契約等に係る情報の公表（物品役務等）